# 便所でぶち殺す
「便所でぶち殺す」（べんじょでぶちころす、ロシア語: «Мочить в сортире»）は、第二次チェチェン紛争中の1999年9月24日にアスタナで行われた記者会見で、当時のロシア連邦政府議長であるウラジーミル・プーチンが発した文言。9月23日のグロズヌイへの空爆について質問したロシア公共テレビの記者に対して、プーチンは一言一言以下のようにコメントした。
| Мы будем преследовать террористов везде. В аэропорту — в аэропорту. Значит, вы уж меня извините, в туалете поймаем, мы и в сортире их замочим, в конце концов. Всё, вопрос закрыт окончательно. | 我々はどこでもテロリストを追跡する。空港なら空港で。こう言っちゃ悪いが、便所にいても捕まえて、やつらをぶち殺してやる。それで問題は終わりだ。 |
| —ウラジーミル・プーチン | |

## 科学的評価
教育学博士のエレナ・リトネフスカヤは、プーチンが「便所でぶち殺す」という言い回しを用いたことについて、コミュニケーション学上の失敗と評価している。「文脈から明らかなように、『こう言っちゃ悪いが』（вы уж меня извините）というコメントは、スピーチの形式ではなく内容そのものを指している」と彼が述べたとおり、「便所でぶち殺す」という下品で口語的な表現は、プーチンの口から「笑顔はなく、感情を込めて」発せられたものだった。記者会見の場に不適当なこの表現は瞬く間に人口に膾炙し、激しいパブリックコメントに晒されることとなった。このような現象が起こった理由について、リトネフスカヤは中立的な話し方を求められるコミュニケーション状態にあることが原因だと分析している。政治家が一般的な政治問題を市民に向けて演説するときなどが、これに該当するとしている。
一方で、モスクワ大学教授で文化学博士のウラジーミル・エリストラトフは、「便所でぶち殺す」という表現を文化的次元からイデオロギー的次元へのベクトルの表れであるとし、「疑う余地もないほど面白く、要点をついている」と評している。しかし、エリストラトフが言う「伝統」を引用することは、ロシア語のイデオロギーにおいては極めて稀なことである。彼は、「公職の政治家が行う演説に、想像力に富んだ、生き生きとしたなどと表現できるものはほとんどない」と述べている。
ソ連・ロシアの哲学者、社会学者であるロシア科学アカデミー客員教授のミハイル・ルトケヴィチは、2000年に実施された世論調査の結果をもとにして、モスクワでのテロ事件以降、プーチンが「テロリストは便所でぶち殺す」と発言したことが最も大きな影響を与えたと分析している。ルトケヴィチは、「第二次チェチェン紛争継続への国民の支持は、犠牲者の増加やグロズヌイの壊滅、何十万もの難民問題やチェチェンでの政治的解決の不確実性などがあるにもかかわらず、かなり強いものだった。」と延べている。
グライフスヴァルト大学スラヴ研究所の一般言語学・スラヴ語学准教授であるハリー・ヴァルター（言語学博士）とヴァレリー・モキエンコ（言語学博士）は、メディアで多くの皮肉を生んだ「便所でぶち殺す」という語録について、プーチンの幼少期のあだ名であるプーチョナク（Путёнок）と偶然にも重なり、「Туалетный Путёнок」（トイレのプーチン。ロシアのトイレ用洗剤である『Туалетный утенок、トイレのアヒル』という商品名をもじったもの。）という俗語が生まれたとしている。
オレンブルクの研究者である文献学博士のコンスタンティン・ベロウソフと、文献学博士候補のナタリア・ゼリャンスカヤによれば、現在の公式演説の際に専門用語を使用する伝統は「プーチンの有名な『便所でぶち殺す』によって確立された」。

## 政治的評価
プーチンの会見後、この文言は「どこに誰がいようと突然捕まえて容赦なく殺す」という意味をもつようになった。代表的なソ連の反体制派の評論家であるウラジーミル・ブコフスキーによれば、以前はもっと露骨に「肥だめにぶち込む（«(про)мочить в сортире»）」という言い回しがあり、「裏切り者を便所で溺れさせて殺せ」という意味をもっていた（ブコフスキーは、プーチンはこの言葉の由来を知らなかったと主張している）。
ロシア連邦共産党党首のゲンナジー・ジュガーノフは、「便所でぶち殺すというのなら、せめて便所を作っておくべきだ。（ソ連崩壊から）10年間で、科学技術を駆使した近代的な工場が一つも建設されてないとなると、これはもう災難だ。」と、皮肉を交えつつ批判している。

## 影響
この会見の約10年後、モスクワ地下鉄を標的にした自爆テロ事件が発生した。首謀者は身を潜めていたため、プーチンは同じような比喩を用いて「下水道の底から神の世界へほじくり出す」必要があると発言し、徹底捜査を命じた。
2011年7月15日、マグニトゴルスク製鉄所所員との会談で、プーチンは12年前の「便所でぶち殺す」という発言を後悔していることを認めている。
プーチンが発したこの文言は、イスラエルでエフード・バラックの選挙戦の際に多用された。1972年5月8日、パレスチナの過激派組織「黒い九月」に属するテロリスト4人が、ウィーンからテルアビブに向けて飛んでいたサベナ・ベルギー航空572便をハイジャックした。572便はロッド空港に着陸させられたが、5月9日にバラック率いる特殊部隊サイェレット・マトカルが、人質解放のためのアイソトープ作戦を発動した。10分間の制圧劇によって、テロリストは2人が死亡し2人が拘束、人質は1人が死亡し2人が負傷した。この作戦は、ハイジャックされた航空機の解放に初めて成功した例として記憶されている。ハイジャックの首謀者であるアリー・タハ・アブー＝サナインは、襲撃開始時に572便のトイレに立て籠もっており、トイレのドア越しに射殺された。そのため、プーチンは選挙戦でバラックを支持していたこともあって、現地のジャーナリストたちが「ロシア大統領の有名なフレーズである『便所でぶち殺す』は、サベナのトイレからきている」と騒ぎ立てる要因となった。
また、1977年10月18日には、パレスチナ解放人民戦線によって3日前にモガディシュでハイジャックされたルフトハンザ航空181便を、ドイツの対テロ特殊部隊GSG-9が制圧している。この作戦中、テロリストの1人であるレバノン人のヒンド・アラメ（シャナズ・ゴルンという偽名を使用）も、トイレで射殺されている。
2019年のアメリカ映画『ゾンビランド:ダブルタップ』では、ウディ・ハレルソン演じる主人公がホワイトハウスの執務室で大統領の机に向かっているときに、「Yes, I can piss in a toilet.（«Да, мочить в сортире я умею.»）」との台詞を言っている。